# Tomatin
Tomatin är en by i Highland i Skottland. Byn är belägen 22 km 
från Inverness. Orten har 511 invånare (2011).